# Henri Jaspar
Henri Jaspar (Schaarbeek, 28 juli 1870 - Sint-Gillis, 15 februari 1939) was een Belgisch katholiek politicus, die twee keer premier van België was.

## Levensloop
Jaspar was de oudste van zes in het gezin van de aannemer Pierre Jaspar (die onder meer de Kazerne Dailly bouwde). Zijn broer Jules Jaspar werd consul in Hanoi en gevolmachtigd minister in het Verre Oosten en onder meer tijdens de Tweede Wereldoorlog agent van de Britse geheime diensten. Zijn broer Ernest Jaspar was architect, ontwierp gebouwen voor Édouard Empain, eerst in België, vervolgens in Heliopolis. Hij bouwde ook de universiteit van Hyderabad.
Henri Jaspar promoveerde tot doctor in de rechten aan de ULB en vestigde zich als advocaat in Brussel. In 1919 werd hij verkozen tot volksvertegenwoordiger voor de Katholieke Partij voor het arrondissement Luik en vervulde dit mandaat tot in 1936.
Voor de katholieken volgde hij een lange ministeriële loopbaan: van november 1918 tot juni 1920 was hij minister van Economische Zaken, van juni tot november 1920 was hij minister van Binnenlandse Zaken, van november 1920 tot maart 1924 was hij minister van Buitenlandse Zaken, van mei 1926 tot januari 1927 was hij premier en minister van Binnenlandse Zaken en Volksgezondheid, van januari 1927 tot oktober 1929 was hij premier en minister van Koloniën, van oktober 1929 tot februari 1930 was hij enkel premier, van februari 1930 tot mei 1931 was hij opnieuw premier en minister van Koloniën, in mei 1931 was hij enkele dagen premier en minister van Binnenlandse Zaken en Volksgezondheid, van oktober 1932 tot juni 1934 was hij minister van Financiën en van juni tot november 1934 was hij nogmaals minister van Buitenlandse Zaken. In 1924 werd hij benoemd tot minister van Staat.
Jaspar was een van de Belgische hoofdonderhandelaars bij het Verdrag van Versailles. Als minister van Buitenlandse Zaken was hij ook verantwoordelijk voor de toetreding van België tot Volkenbond en het Permanent Hof van Internationale Justitie. Ook zorgde hij in 1921 voor de douane-unie met Luxemburg en nam hij in 1924 deel aan de onderhandelingen van het Dawesplan, dat oorlogsherstelbetalingen van Duitsland moest afdwingen. Nadat de Kamer het handelsakkoord tussen België en Frankrijk verwierp, nam hij in maart 1924 ontslag als minister van Buitenlandse Zaken.
Van mei 1926 tot november 1927 was Jaspar eerste minister van een regering van katholieken, liberalen en socialisten en van november 1927 tot mei 1931 leidde hij twee regeringen van katholieken en liberalen met een belangrijke inbreng van de Vlaamse christendemocraten. De regeringen die hij leidde, brachten België uit de financiële en monetaire crisis van de jaren 1920 en er kwam weer economische welvaart totdat de gevolgen van de werelddepressie ook in België onherroepelijk voelbaar werden. Ook realiseerde hij de vernederlandsing van de Rijksuniversiteit Gent en werden wetten uitgevaardigd voor de splitsing van het leger in Vlaamse en Waalse eenheden en de begenadiging van activisten.
In 1939 werd hij opnieuw aangezocht om een regering te vormen, maar ziekte en zijn daaropvolgende overlijden op 15 februari verhinderden dit.

## Regeringen
- Regering-Jaspar I
- Regering-Jaspar II
- Regering-Jaspar III

## Eerbetonen
- In Sint-Gillis is er een Henri-Jasparlaan.
- In Middelkerke is er een Henri-Jasparlaan.
- Er zijn te zijner nagedachtenis vier monumenten opgericht:
  - in Schaarbeek staat op de Huart Hamoirlaan een monument, gemaakt door beeldhouwer Vladimir Jankélévitch;
  - in het Justitiepaleis van Brussel;
  - op zijn graf in Schaarbeek;
  - in het Instituut Henri Jaspar van het Nationaal Werk voor Kinderwelzijn in Kraainem.

## Eretekens
- België: Minister van Staat, bij Koninklijk Besluit
- België: Grootkruis in de Leopoldsorde[1]
- Vaticaan: Grootkruis in de Orde van Pius[1]
- Frankrijk: Grootkruis in het Legioen van Eer[1]
- Groot-Brittannië: Grootkruis in de Orde van Sint-Michaël en Sint-George[1]
- Koninkrijk Italië: Ridder Grootkruis in de Orde van Sint-Mauritius en Sint-Lazarus[1]
- Zweden: Grootkruis met ketting in de Orde van Vasa[1]

## Publicaties
- L'enfance criminelle, in: Revue Universitaire, 1891.
- Le problème moral, Brussel, 1897.
- La lutte contre l'immoralité, Brussel, 1907.
- Le régime absolu dans l'état indépendant du Congo, in: Le Mouvement géographique, 1911.
- Succession de S.M. Léopold II. Plaidoirie pour S.A.R. madame la proncesse Louis e de Belgique, Brussel, 1911.
- Restauration morale, in: Revie Générale, 1920.
- Etre Belges, in: Le Flambeau, 1922.
- La Belgique et la politique occidentale depuis le Traité de Paix, in: La Revue Belge, 1924.
- Quelques réflexions sur notre politique extérieure, La Revue Belge, 1924.
- Locarno et la Belgique, in: La Revue Belge, 1925.
- Le Ruanda-Urundi, pays à disettes périodiques, Brussel, 1929.
- La Colonie, in: Le roi Albert et son temps, Antwerpen, 1932.
- La Conférence de Cannes, in: La Revue Générale, 1937.
- A Gênes en 1922, in: La Revue Générale, 1938.

## Literatuur

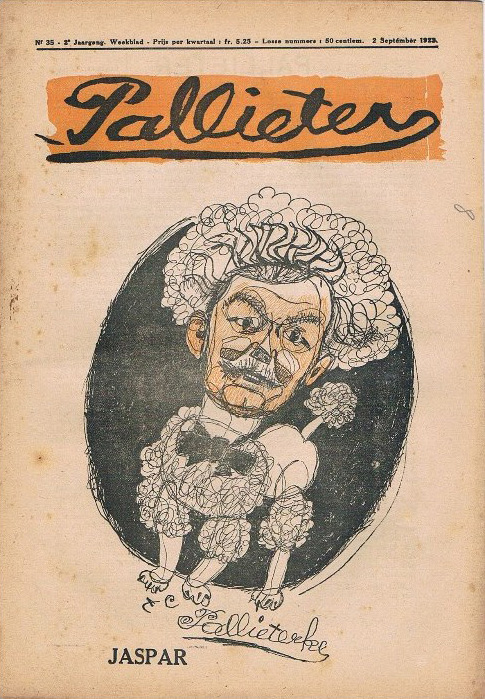
Jaspar (door Jos De Swerts 1923)